# Kokuraminami, Kitakyūshū
Kokuraminami (小倉南区 (Tiểu Thương Nam khu) Kokuraminami-ku) là quận thuộc thành phố Kitakyūshū, tỉnh Fukuoka, Nhật Bản. Tính đến ngày 1 tháng 10 năm 2020, dân số ước tính của quận là 209.028 người và mật độ dân số là 1.200 người/km2. Tổng diện tích của quận là 171,5 km2.